# Irízar-Insel
Die Irízar-Insel (französisch Île Irízar, englisch Irízar Island) ist eine Insel vor der Westküste der Antarktischen Halbinsel. Sie liegt rund 1 km nordöstlich der Uruguay-Insel und unmittelbar nördlich der Gardiner-Inseln im nordöstlichen Abschnitt der Argentinischen Inseln des Wilhelm-Archipels.
Entdeckt wurde sie von Teilnehmern der Vierten Französischen Antarktisexpedition (1903–1905) unter der Leitung des Polarforschers Jean-Baptiste Charcot. Charcot benannte die Insel nach Julián Irízar (1869–1935), Kapitän der argentinischen Korvette Uruguay, die bei der Rettung der gestrandeten Teilnehmer der Schwedischen Antarktisexpedition (1901–1903) zum Einsatz kam. Eine Vermessung der Insel erfolgte 1935 bei der British Graham Land Expedition (1934–1937) unter der Leitung des australischen Polarforschers John Rymill.